# William Morris Davis

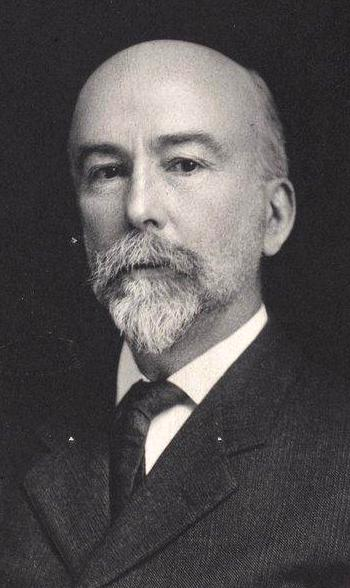
William Morris Davis

William Morris Davis (ur. 12 lutego 1850, Filadelfia, zm. 5 lutego 1934, Pasadena, Kalifornia) – amerykański geograf, geolog i meteorolog, nazywany często „ojcem amerykańskiej geografii”.

## Życiorys
Urodził się w rodzinie kwakrów, jego babką od strony matki była Lucretia Mott, znana feministka i prawnik. Ukończył studia na Uniwersytecie Harvarda w 1869, rok później zdobył stopień Master of Engineering.
Przez okres trzech lat pracował w Córdobie w Argentynie jako meteorolog, później był asystentem Nathaniela Shalera – amerykańskiego paleontologa i geologa; od 1879 był wykładowcą geologii na Harvardzie. W tym samym roku ożenił się z Ellen B. Warner.
Zajmował się badaniem procesów erozyjnych – wpływu działalności rzek na ukształtowanie powierzchni Ziemi. Jego teorie obecnie uważane są za zbyt uproszczone, jednak wniósł duży wkład w rozwój geomorfologii. Uważał, że bieg rzeki dzieli się na trzy odcinki: górny, środkowy i dolny – z każdym z nich wiążą się charakterystyczne formy ukształtowania powierzchni. Twórca teorii cykli geograficznych.
Był założycielem Stowarzyszenia Geografów Amerykańskich (ang. Association of American Geographers w 1904, angażował się w działalność Narodowego Towarzystwa Geograficznego (ang. National Geographic Society), pisząc liczne artykuły dla ich magazynu („National Geographic”). Wykładał gościnnie w wielu uniwersytetach w całych Stanach Zjednoczonych i w Europie.
W 1911 odbył 9 tygodniową podróż po Włoszech i Walii, w której uczestniczył polski geograf Ludomir Sawicki. Emerytowany z uczelni w 1912. Po śmierci żony, ożenił się po raz drugi (1914) i trzeci (1928). Zmarł w Pasadenie w Kalifornii, krótko po swoich 84 urodzinach.

## Wybrane prace
- Geographical Essays, Boston: Ginn, 1909
- Geographic Methods in Geologic Investigations, „National Geographic Magazine” nr 1 (1888): s. 11-26
- The Rivers and Valleys of Pennsylvania, „National Geographic Magazine” nr 1 (1889): s. 183-253
- The Geographical Cycle, Geographical Journal, T. 14 (1899), s. 481-504
- The Physical Geography of the Lands, „Popular Science Monthly” nr 2 (1900): s. 157-170